# Saison 2 de L'École des chevaliers
Chronologie
Saison 1
Cet article présente les épisodes de la deuxième saison de la série télévisée américaine L'École des chevaliers (Knight Squad) diffusée entre le 2 février 2019 et le 20 avril 2019 sur Nickelodeon.
Cette saison n'est pour l'instant pas prévue par Nickelodeon France. L'École des chevaliers a été diffusé mais a été ensuite arrêtée. La saison 2 est considérée comme annulée.

## Distribution

### Acteurs principaux
- Owen Joyner (VFB : Pierre Le Bec) : Arc
- Daniella Perkins : Ciara
- Lilimar (VFB : Mélissa Windal) : Sage
- Lexi DiBenedetto : Prudence
- Amarr M. Wooten (VFB : Grégory Praet) : Warwick
- Savannah May : Buttercup
- Kelly Perine : Sir Gareth

### Acteurs récurrents
- Jason Sim-Prewitt (VFB : Claudio Dos Santos) : le Roi
- Seth Carr (VFB : Raphaëlle Bruneau) : Fizzwick
- Fred Grandy : Sorcier Hogancross

### Invités
- Chris Tallman : The Wiper (épisode 1)
- Raini Rodriguez : The Witch Doctor (épisode 5)
- Maya le clarck : (Épisode 3)

## Épisodes

### Épisode 1: Titre français inconnu (A Knight to Remember)
- États-Unis : 2 février 2019 sur Nickelodeon

- États-Unis : 806 000 téléspectateurs[1] (première diffusion)

- Jason Sims Prewitt
- Seth Carr
- Chris Tallman

Quand Prudence découvre que Ciara est la Princesse et que Arc n’est pas un dragon-sang, ils utilisent un bâton de mémoire sur elle et sont amis. Maintenant, Arc et Ciara doivent retrouver les souvenirs de Prudence et s’assurer qu’elle n’explose pas leur secret.

### Épisode 2: Titre français inconnu (Love at First Knight)
- États-Unis : 16 février 2019 sur Nickelodeon

- États-Unis : 633 000 téléspectateurs[2] (première diffusion)

- Paris Smith

### Épisode 3: Titre français inconnu (Mid-Knight in the Garden of Good and Evil)
- États-Unis : 23 février 2019 sur Nickelodeon

- États-Unis : 589 000 téléspectateurs[3] (première diffusion)

- Jason Sims-Prewitt
- Seth Carr
- Maya Le Clark

### Épisode 4: Titre français inconnu (In the Gill of the Knight)
- États-Unis : 2 mars 2019 sur Nickelodeon

- États-Unis : 578 000 téléspectateurs[4] (première diffusion)

- Seth Carr

### Épisode 5: Titre français inconnu (The Knight Stuff)
- États-Unis : 9 mars 2019 sur Nickelodeon

- États-Unis : 535 000 téléspectateurs[5] (première diffusion)

- Jason Sims-Prewitt
- Seth Carr
- Regi Davis
- Michael Carbonaro

Invité spécial : Raini Rodriguez
Lorsque Sir Gareth tombe malade, Sir Johnwick, le père de Warwick, devient l'enseignant suppléant. Voulant impressionner son père et le rendre fier, Warwick décide d'utiliser sa magie pendant son entraînement. Cependant, à la grande consternation de Warwick, son père l’abandonne et lui dit que les chevaliers n’utilisent jamais la magie et qu’il est embarrassant pour le nom de la famille. Plus tard, Warwick essaye de tromper son père en utilisant la magie à tout le monde pour gâcher leur coordination, de sorte qu'il a l'air de très bien s'entraîner sans magie. En ce moment, son père devient suspicieux et utilise un cristal pour rechercher une magie active, révélant que tout le monde, à l'exception de Warwick, a une "aura magique", ce qui le rend encore plus décevant. Warwick décide d'être préférable de se débarrasser de sa magie et rend visite au féticheur. Alors qu'il est sur le point de perdre sa magie, Arc, Ciara et Prudence arrivent et tentent de le sauver, mais le féticheur utilise sa magie pour les placer dans des chaises dont ils ne peuvent sortir. Sir Johnwick arrive peu après pour lui sauver et tous deux utilisent la magie pour vaincre le féticheur. Il révèle à Warwick que lorsqu'il était à l'école des chevaliers, aucune magie n'était autorisée et il devait garder ses pouvoirs secrètes.

### Épisode 6: Titre français inconnu (Knight of the Living Dead)
- États-Unis : 16 mars 2019 sur Nickelodeon

- États-Unis : 556 000 téléspectateurs[6] (première diffusion)

- Thomas Lennon
- Fred Grandy

### Épisode 7: Titre français inconnu (Knight Glider)
- États-Unis : 30 mars 2019 sur Nickelodeon

- États-Unis : 0,42 million de téléspectateurs[7] (première diffusion)

- Jason Sims-Prewitt
- Seth Carr
- Greg Perrow

### Épisode 8: Titre français inconnu (Two Wrongs Don't Make a Knight)
- États-Unis : 6 avril 2019 sur Nickelodeon

- États-Unis : 0,59 million de téléspectateurs[8] (première diffusion)

- Jason Sims-Prewitt
- Seth Carr

### Épisode 9: Titre français inconnu (Election Knight)
- États-Unis : 13 avril 2019 sur Nickelodeon

- États-Unis : 0,49 million de téléspectateurs[9] (première diffusion)

- Jason Sims-Prewitt
- Seth Carr
- Selwyn Huqueriza

Les idées bizarres de Prudence semblent inquiéter ses amis des chevaliers du Phoenix pour son embarras lorsqu’elle se présente aux rangs de la classe. Ils prennent donc secrètement le contrôle de la campagne.

### Épisode 10: Titre français inconnu (Closing Knight)
- États-Unis : 20 avril 2019 sur Nickelodeon

- États-Unis : 0,52 million de téléspectateurs[10] (première diffusion)

Une attaque inattendue blesse presque le roi et les armes personnelles des élèves ont disparu, obligeant Sir Gareth à passer les examens finaux. Les chevaliers du Phoenix, Kraken et Unicorn doivent trouver des boucliers cachés et les aligner pour réussir. Si quelqu'un est renversé, il est éliminé. Cette compétition est féroce jusqu'à ce qu'il ne reste que Ciara et Sage, où il a été révélé qu'ils avaient vécu une expérience commune du jour où la reine avait été prise par des gobelins des arbres. Ciara a réussi à vaincre Sage et à trouver le dernier bouclier pour remporter la victoire de l'école des chevaliers.